# Quadrastichus storozhevae
Quadrastichus storozhevae är en stekelart som beskrevs av Kostjukov 2000. Quadrastichus storozhevae ingår i släktet Quadrastichus och familjen finglanssteklar. Inga underarter finns listade i Catalogue of Life.